# Улица Тунакова
Улица Тунакова — улица в Московском районе Казани. Названа в честь Тунакова Павла Дмитриевича (1907—1984), советского административно-хозяйственного руководителя, заслуженного строителя РСФСР.

## Расположение
Улица Тунакова пролегает с юга на север Московского района города Казани от пересечения с улицей Волгоградской до пересечения с улицей Гагарина. Улица Тунакова пересекает магистральную улицу Восстания и внутриквартальные улицы Енисейская и Большая Шоссейная. От пересечения с улицей Восстания до пересечения с улицей Гагарина входит в состав Слободы Восстания, разделяя данную слободу пополам.

## История
Улица существует крайней мере с 1920-х гг. и первоначально называлась Семинарской улицей, предположительно по зданию церковно-учительской школы, в которой некоторое время размещалась крещёно-татарская семинария. В конце 1920-х годов переименована в улицу Красного Знамени.
Постановлением главы администрации Казани № 2133 от 9 января 2001 года переименована в улицу Тунакова.

## Общественный транспорт
В 1970-х — 1980-х годах по улице проходил автобус № 26 («39-й квартал» — «ул. Астрономическая»). После 1980-х годов общественный транспорт по улице не ходил.
Ближайшие остановки транспорта находятся на улицах Гагарина, Восстания и Волгоградская.

## Примечательные объекты
- №№ 41а, 43а, 45а, 47а, 49/41, 50, 52, 54, 56, 58, 60/39 — жилые дома ТЭЦ-2.[12][13][14][15]
- № 43, 47, 52а, 56а — жилые дома треста «Казаньхимстрой».[16][17][18]
- № 55/89 — жилой дом моторостроительного завода.[19]
- № 64а — клуб «Комсомолец» стройтреста № 1 (снесён).[20]
- № 64/6, 66, 68/87 — жилые дома стройтреста № 1.[21][22]

## Галерея

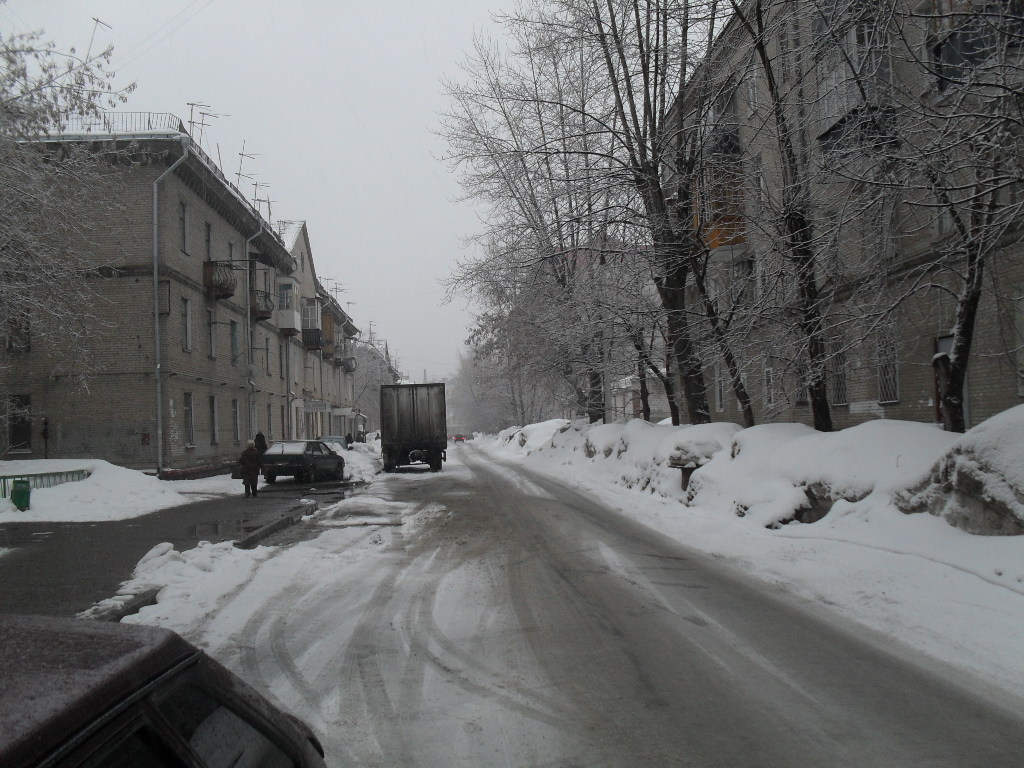
между улицами Гагарина и Восстания
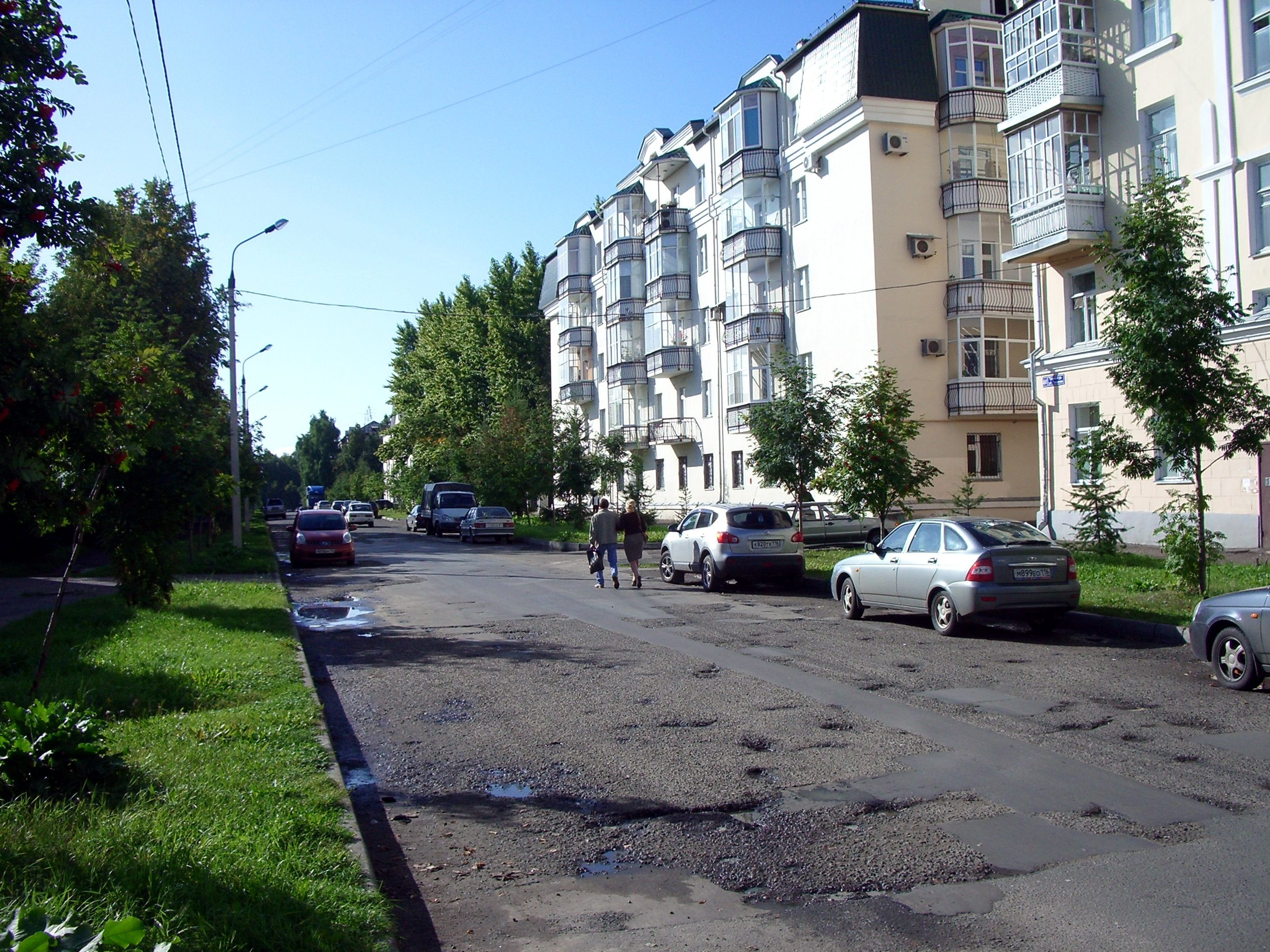
между улицами Восстания и Волгоградская